# استنباط آماری
استنباط آماری (به انگلیسی: Statistical inference) فرایند استفاده از تحلیل داده برای نتیجه‌گیری ویژگی‌های توزیع احتمال زیربنایی و اصلی است. تحلیل استنباط آماری ویژگیهای جامعه را نتیجه‌گیری می‌کند و برای این نتیجه‌گیری، مثلاً از آزمون فرض و استنباط برآوردها استفاده می‌کند. در این‌جا، فرض شده است که مجموعه داده مشاهده‌شده، از جمعیت بزرگ‌تر نمونه‌گیری شده‌است.
چنان‌چه به جای مطالعه کل اعضای جامعه، بخشی از آن با استفاده از فنون نمونه‌گیری انتخاب شده، و مورد مطالعه قرار گیرد و بخواهیم نتایج حاصل از آن را به کل جامعه تعمیم دهیم از روش‌هایی استفاده می‌شود که موضوع آمار استنباطی (Inferential statistics) است. آن چه که مهم است، این است که در گذر از آمار توصیفی به آمار استنباطی یا به عبارت دیگر از نمونه به جامعه بحث و نقش احتمال
شروع می‌شود. در واقع احتمال، پل رابط بین آمار توصیفی و استنباطی به حساب می‌آید.